# Paramaevia hobbsi
Paramaevia hobbsi är en spindelart som först beskrevs av Barnes 1955.  Paramaevia hobbsi ingår i släktet Paramaevia och familjen hoppspindlar. Inga underarter finns listade i Catalogue of Life.